# مسافری در چشمه تینکر
مسافری در چشمه تینکر عنوان کتابی است از آنی دیلارد نویسنده آمریکایی که در سال ۱۹۷۴ منتشر شد. فروش این کتاب که با سبک واقع‌گرایانه و روایی است پس از دو ماه از انتشارش به مرز ۳۷۰۰۰ نسخه می‌رسد و در طول دو سال پس از نشر کتاب، هشت بار چاپ می‌گردد.